# Kembangkuning (Windusari)
Kembangkuning is een bestuurslaag in het regentschap Magelang van de provincie Midden-Java, Indonesië. Kembangkuning telt 2910 inwoners (volkstelling 2010).